# گایانه نیکوغوسیان
گایانه گراسیمی نیکوغوسیان (ارمنی: Գայանե Գերասիմի Նիկողոսյան؛ انگلیسی: Gayane Nikoghosyan؛ زادهٔ ۱۲ ژوئیهٔ ۱۹۲۱ - درگذشته ۲۰۱۰) دانشمند علم بهداشت اهل ارمنستان بود.

## زندگی‌نامه
وی در ۱۲ ژوئیهٔ ۱۹۲۱ در تفلیس به دنیا آمد و از دانشگاه پزشکی دولتی ایروان (۱۹۴۴) فارغ‌التحصیل گشت.  وی در ۲۰۱۰ در سن ۸۹ سالگی در ایروان درگذشت و در آرامستان مرکزی ایروان (توخماخ) به خاک سپرده شد.

## یادداشت
1. ↑  բժշկական գիտությունների դոկտոր